# Medaller dels Jocs Olímpics d'estiu de 1972
El medaller dels Jocs Olímpics d'Estiu de 1972 presenta totes les medalles lliurades als esportistes guanyadors de les proves disputades en aquest esdeveniment, realitzat entre els dies 26 d'agost i 11 de setembre de 1972 a la ciutat de Múnic (República Federal d'Alemanya).
Les medalles apareixen agrupades pels Comitès Olímpics Nacionals participants i s'ordenen de forma decreixent contant les medalles d'or obtingudes; en cas d'haver empat, s'ordena d'igual forma contant les medalles de plata i, en cas de mantenir-se la igualtat, es conten les medalles de bronze. Si dos equips tenen la mateixa quantitat de medalles d'or, plata i bronze, es llisten en la mateixa posició i s'ordenen alfabèticament.

## Medaller
| Jocs Olímpics d'estiu de 1968 | Jocs Olímpics d'estiu de 1968 | Jocs Olímpics d'estiu de 1968 | Jocs Olímpics d'estiu de 1968 | Jocs Olímpics d'estiu de 1968 | Anells Olímpics |
| Posició                       | País                          | Or                            | Plata                         | Bronze                        | Total           |
| 1                             | Unió Soviètica                | 50                            | 27                            | 22                            | 99              |
| 2                             | Estats Units                  | 33                            | 31                            | 30                            | 94              |
| 3                             | RDA                           | 20                            | 23                            | 23                            | 66              |
| 4                             | RFA                           | 13                            | 11                            | 16                            | 40              |
| 5                             | Japó                          | 13                            | 8                             | 8                             | 29              |
| 6                             | Austràlia                     | 8                             | 7                             | 2                             | 17              |
| 7                             | Polònia                       | 7                             | 5                             | 9                             | 21              |
| 8                             | Hongria                       | 6                             | 13                            | 16                            | 35              |
| 9                             | Bulgària                      | 6                             | 10                            | 5                             | 21              |
| 10                            | Itàlia                        | 5                             | 3                             | 10                            | 18              |
| 11                            | Suècia                        | 4                             | 6                             | 6                             | 16              |
| 12                            | Regne Unit                    | 4                             | 5                             | 9                             | 18              |
| 13                            | Romania                       | 3                             | 6                             | 7                             | 16              |
| 14                            | Cuba                          | 3                             | 1                             | 4                             | 8               |
| 14                            | Finlàndia                     | 3                             | 1                             | 4                             | 8               |
| 16                            | Països Baixos                 | 3                             | 1                             | 1                             | 5               |
| 17                            | França                        | 2                             | 4                             | 7                             | 13              |
| 18                            | Txecoslovàquia                | 2                             | 4                             | 2                             | 8               |
| 19                            | Kenya                         | 2                             | 3                             | 4                             | 9               |
| 20                            | Iugoslàvia                    | 2                             | 1                             | 2                             | 5               |
| 21                            | Noruega                       | 2                             | 1                             | 1                             | 4               |
| 22                            | Corea del Nord                | 1                             | 1                             | 3                             | 5               |
| 23                            | Nova Zelanda                  | 1                             | 1                             | 1                             | 3               |
| 24                            | Uganda                        | 1                             | 1                             | 0                             | 2               |
| 25                            | Dinamarca                     | 1                             | 0                             | 0                             | 1               |
| 26                            | Suïssa                        | 0                             | 3                             | 0                             | 3               |
| 27                            | Canadà                        | 0                             | 2                             | 3                             | 5               |
| 28                            | Iran                          | 0                             | 2                             | 1                             | 3               |
| 29                            | Bèlgica                       | 0                             | 2                             | 0                             | 2               |
| 29                            | Grècia                        | 0                             | 2                             | 0                             | 2               |
| 31                            | Àustria                       | 0                             | 1                             | 2                             | 3               |
| 31                            | Colòmbia                      | 0                             | 1                             | 2                             | 3               |
| 33                            | Argentina                     | 0                             | 1                             | 0                             | 1               |
| 33                            | Corea del Sud                 | 0                             | 1                             | 0                             | 1               |
| 33                            | Líban                         | 0                             | 1                             | 0                             | 1               |
| 33                            | Mèxic                         | 0                             | 1                             | 0                             | 1               |
| 33                            | Mongòlia                      | 0                             | 1                             | 0                             | 1               |
| 33                            | Pakistan                      | 0                             | 1                             | 0                             | 1               |
| 33                            | Tunísia                       | 0                             | 1                             | 0                             | 1               |
| 33                            | Turquia                       | 0                             | 1                             | 0                             | 1               |
| 41                            | Brasil                        | 0                             | 0                             | 2                             | 2               |
| 41                            | Etiòpia                       | 0                             | 0                             | 2                             | 2               |
| 43                            | Espanya                       | 0                             | 0                             | 1                             | 1               |
| 43                            | Ghana                         | 0                             | 0                             | 1                             | 1               |
| 43                            | Índia                         | 0                             | 0                             | 1                             | 1               |
| 43                            | Jamaica                       | 0                             | 0                             | 1                             | 1               |
| 43                            | Níger                         | 0                             | 0                             | 1                             | 1               |
| 43                            | Nigèria                       | 0                             | 0                             | 1                             | 1               |